# Boléro

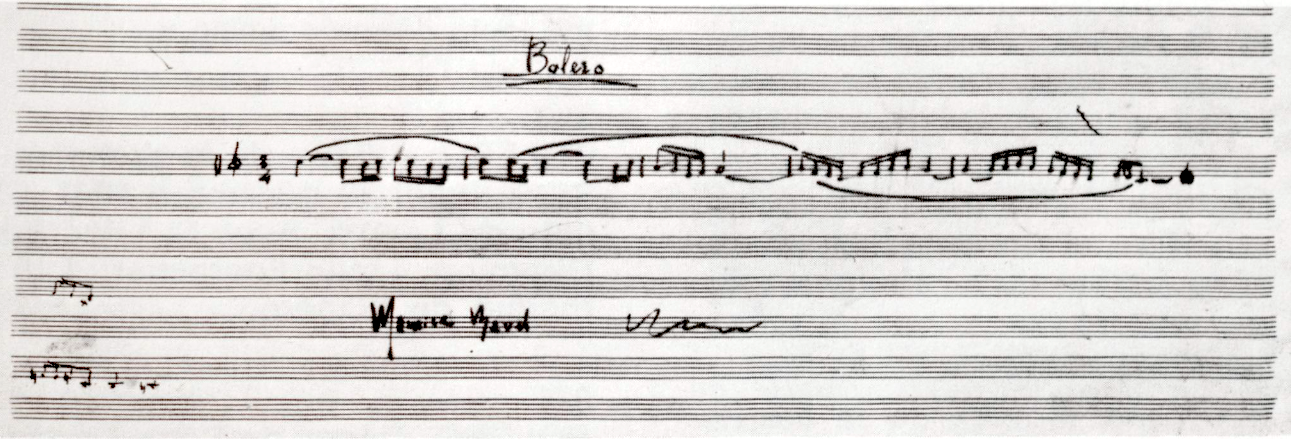
Thema des Boléro im Autograph Ravels

Boléro (bei Ravel, wie im Spanischen, Bolero geschrieben, ohne Accent aigu, siehe Handschrift) ist ein Orchesterstück des französischen Komponisten Maurice Ravel der gleichnamigen Tanzgattung. Ursprünglich als Ballett gedacht und für die Bühne konzipiert, wurde es ein häufig gespieltes Werk der Orchesterliteratur.

## Entstehung und Uraufführung
Die Komposition entstand in der Zeit von Juli bis Oktober 1928 und ist Ida Rubinstein gewidmet. Die Tänzerin hatte 1927 Maurice Ravel gebeten, für sie ein Musikstück in der Form eines spanischen Balletts zu entwerfen. Zunächst plante Ravel, einige Tänze aus dem Klavierwerk Ibéria von Isaac Albéniz für Orchester umzuschreiben. Da die Erben des spanischen Komponisten die Transkriptionsrechte bereits dem Dirigenten Enrique Fernández Arbós übertragen hatten, entschloss sich Ravel zu einer ganz einzigartigen Komposition: „Ein einsätziger Tanz, sehr langsam und ständig gleich bleibend, was die Melodie, die Harmonik und den ununterbrochen von einer Rührtrommel markierten Rhythmus betrifft. Das einzige Element der Abwechslung ist das Crescendo des Orchesters.“

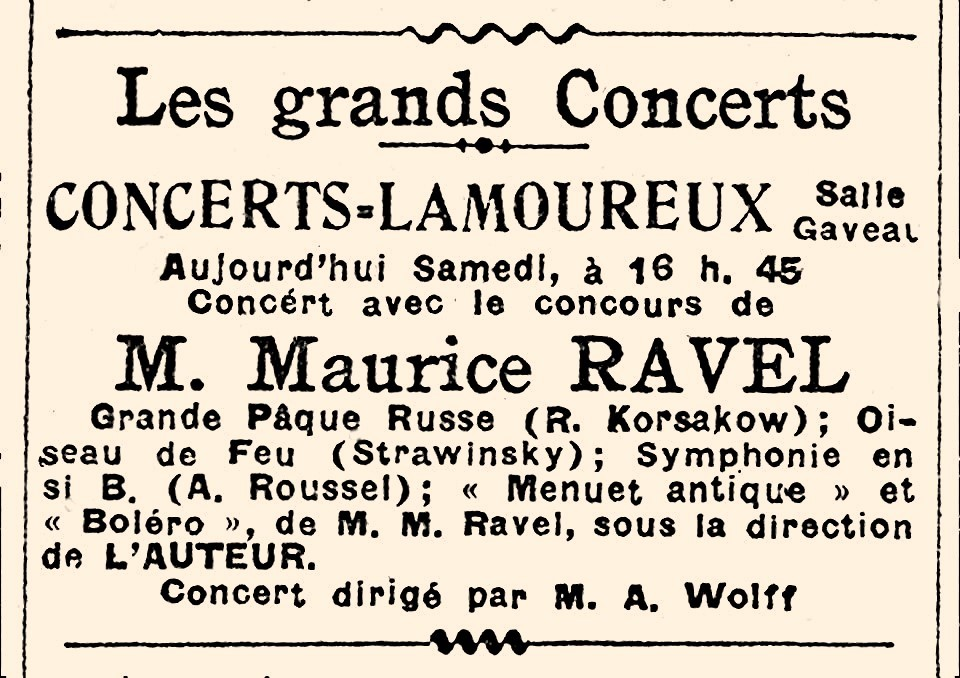
Maurice Ravel dirigierte die Erstaufführung seines Menuet antique (Orchesterfassung) und die europäische Erstaufführung der konzertanten Version des Boléro am 11. Januar 1930 im Salle Gaveau, Paris

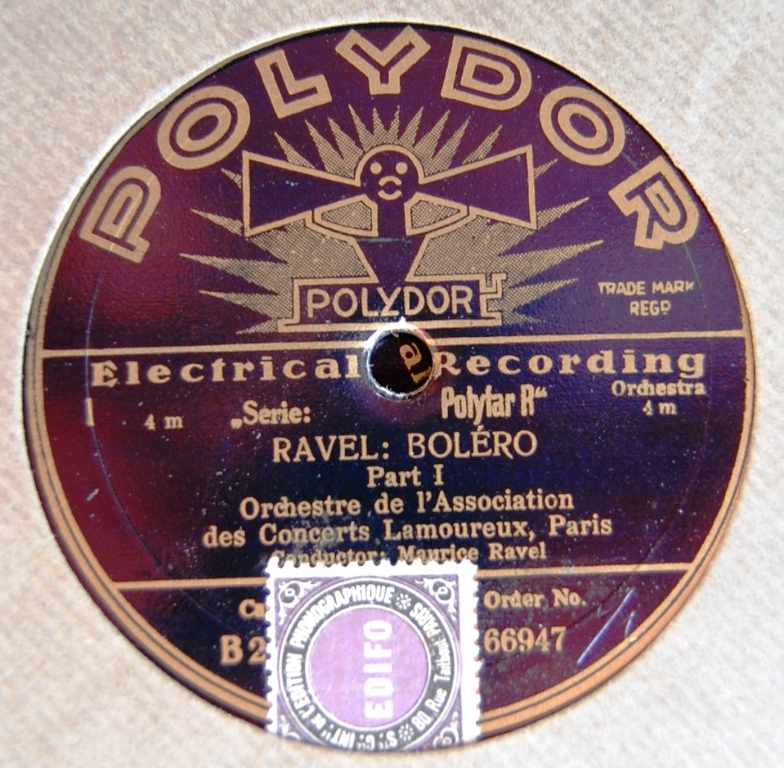
Aufnahme von 1930, dirigiert von Ravel

Die Ballett-Uraufführung erfolgte am 22. November 1928 in der Pariser Oper unter der Leitung von Walther Straram und in der Choreographie von Bronislava Nijinska mit der Tänzerin Ida Rubinstein. Die damals 43-jährige Rubinstein tanzte als einzige Frau in einem Kreis von 20 jungen Tänzern. Mit ihren erotischen, lasziven Bewegungen schockierte und faszinierte sie gleichermaßen das Pariser Publikum. Auf den Ausruf einer Zuschauerin „Hilfe, ein Verrückter“ soll Ravel nur trocken erwidert haben: „Die hat’s kapiert“.
Arturo Toscanini leitete mit den New Yorker Philharmonikern am 14. November 1929 höchst erfolgreich die erste konzertante Aufführung des Boléro in den USA. Die erste französische Aufführung dirigierte Ravel persönlich am 11. Januar 1930 in Paris.
Am 13. Januar 1930 war er bei der ersten Schallplattenaufnahme des Werkes anwesend, die die Gramophone Company mit dem italienischen Dirigenten Piero Coppola (1888–1971) und einem Studioorchester anfertigte, einen Tag später dirigierte Ravel selbst das Lamoureux-Orchester für die Boléro-Aufnahme auf Polydor, dem Auslandslabel der Deutschen Grammophon.
Zeitnah erfolgten auch die Einspielungen für die beiden anderen Major-Labels: am 14. April 1930 für RCA-Victor mit dem Boston Symphony Orchestra unter Serge Koussevitzky und am 31. Mai 1930 für Columbia mit dem Concertgebouw-Orchester unter Willem Mengelberg.

## Besetzung
3 Flöten (2. auch, 3. nur Piccolo), 3 Oboen (2. auch Oboe d’amore, 3. Englischhorn), 4 Klarinetten (1. in B, 2. in B und Es, 3. Bassklarinette), 2 Saxophone (1. „Sopraninosaxophon in F“ und Sopransaxophon in B, 2. Tenorsaxophon), 3 Fagotte (3. Kontrafagott), 4 Hörner, 4 Trompeten (1.–3. in C, 4. in D), 3 Posaunen (3. Bassposaune), Tuba, Pauken, Schlagwerk (2 kleine Trommeln, große Trommel, Becken, Tamtam), Celesta, Harfe, Streicher.
Da Sopraninosaxophone in F nicht hergestellt werden, sondern nur solche in Es, wird diese Stimme in der Regel auch auf einem Sopransaxophon in B gespielt.

## Aufbau

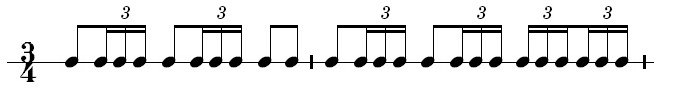
Rhythmusfigur der Kleinen Trommel (169-mal wiederholt)

Die Musik ist auf einem Ostinato-Rhythmus im 3/4-Takt aufgebaut, der von einer, später von zwei Kleinen Trommeln gespielt und während des ganzen Stückes durchgehalten wird. Darüber werden zwei 16-taktige Melodien A und B in insgesamt 18 Variationen gespielt, und zwar in diesen Kombinationen: AA, BB, AA, BB, AA, BB, AA, BB, A und B. Die Tonart basiert durchgehend auf dem Grundton C, wobei Melodie A ausschließlich die Töne der C-Dur-Tonleiter enthält, während Melodie B einen durch Alterationen erweiterten Tonvorrat (c, des, d, es, e, f, g, as, a, b) verwendet. Hierbei kommen jedoch keine chromatischen, sondern ausschließlich diatonische Tonfortschreitungen vor.
Spannung erhält die Komposition durch mit jeder neuen Variation wechselnde Instrumentierung und ein ständiges Crescendo. Während die Melodie zunächst nur solistisch bzw. unisono erklingt, wird sie etwa von der Mitte des Stückes an auch gedoppelt durch Instrumente, die in anderen Tonarten spielen: In der zweiten Doppelung (Melodie A: 9.) spielt ein Horn in C-Dur, die Celesta verdoppelt zwei und drei Oktaven höher, und zwei Piccoli spielen die Melodie in G-Dur und E-Dur. Dadurch werden die ersten, zweiten, dritten und vierten Obertöne der Melodietöne verstärkt; es entsteht eine neue, ungewöhnliche Klangfarbe. Ein anderes Mal wird die C-Dur-Melodie in G-Dur gedoppelt. Abgesehen von diesen Stellen besteht die Begleitung lediglich aus diatonischen Akkorden.
Kurz vor Ende des Stückes wechselt die Tonart unvermittelt nach E-Dur, um nach nur acht Takten wieder nach C-Dur zurückzukehren. Sechs Takte vor Schluss treten Basstrommel, Becken und Tamtam erstmals dazu, die Posaunen und Saxophone spielen laute Glissandi, und das ganze Orchester übernimmt den Grundrhythmus des Stücks. Den Schluss bildet ein dissonanter Akkord, der sich nach C-Dur auflöst.
Die Instrumente (nach Ravels Partitur) werden wie folgt eingesetzt:
- Melodie A: 1. Querflöte – 2. Klarinette
- Melodie B: 3. Fagott – 4. Es-Klarinette
- Melodie A: 5. Oboe d’amore – 6. Querflöte, Trompete
- Melodie B: 7. Tenorsaxophon – 8. Sopraninosaxophon, Sopransaxophon (übernimmt in den letzten 5 Takten)
- Melodie A: 9. 2 Piccoloflöten, Horn, Celesta – 10. Oboe, Oboe d’amore, Englischhorn, 2 Klarinetten
- Melodie B: 11. Posaune – 12. 2 Querflöten, Piccoloflöte, 2 Oboen, Englischhorn, 2 Klarinetten, Tenorsaxophon
- Melodie A: 13. 1. Violinen, 2 Querflöten, Piccoloflöte, 2 Oboen, 2 Klarinetten – 14. 1. + 2. Violinen, 2 Querflöten, Piccoloflöte, 2 Oboen, Englischhorn, 2 Klarinetten, Tenorsaxophon
- Melodie B: 15. 1. + 2. Violinen, 2 Querflöten, Piccoloflöte, 2 Oboen, Englischhorn, Trompete – 16. 1. + 2. Violinen, Bratschen, Celli, 2 Querflöten, Piccoloflöte, 2 Oboen, Englischhorn, 2 Klarinetten, Sopransaxophon, Posaune
- Melodie A: 17. 1. Violinen, 2 Querflöten, Piccoloflöte, Tenorsaxophon, Sopransaxophon, 3 Trompeten, Piccolotrompete
- Melodie B: 18. 1. Violinen, 2 Querflöten, Piccoloflöte, Tenorsaxophon, Sopransaxophon, 3 Trompeten, Piccolotrompete, Posaune

## Rezeption
Ravel wurde gefragt, ob seine Komposition Boléro ein Musikstück sei. Er antwortete, der Bolero sei ein „reines Orchesterstück ohne Musik“ und nichts als ein „langes, progressives Crescendo“. 
Im Bolero wird ein archaisch einfaches Thema 18 Mal wiederholt; es wird weder variiert noch entwickelt.
Die Popularität seines Werkes blieb Ravel zeitlebens fremd. Zu seinem Kollegen Arthur Honegger sagte Maurice Ravel: „Ich habe nur ein Meisterwerk gemacht, das ist der Bolero; leider enthält er keine Musik.“
Überliefert ist, wie Ravel reagierte, als er eines Tages einer Aufführung des Bolero von Arturo Toscanini beiwohnte. Ravel schrie immer wieder laut in den Saal: „Ich bin der Komponist!“ und schimpfte: „Das Schwein hat zu schnell gespielt, das ist unverzeihlich! Das ist unglaublich! Das Stück ist ruiniert!“ Auch das anschließende Gespräch Ravels mit Toscanini ist überliefert. Ravel: „Das entspricht nicht meiner Tempobezeichnung!“ Toscanini: „Wenn ich Ihr Tempo spiele, hat es überhaupt keine Wirkung!“ Ravel: „Gut, dann spielen Sie den Bolero eben nicht!“ Toscanini: „Sie haben keine Ahnung von Ihrer Musik. Das ist die einzige Möglichkeit, damit Ihre Musik überhaupt ankommt!“
Der Boléro ist oft eingespielt worden. Ravel soll gesagt haben, der Bolero dauere 17 Minuten. Im Werkverzeichnis von Walter Labhart sind 16 Minuten angegeben. Einige Einspielungen dauern 14 Minuten, was der von Ravel überlieferten Metronomzahl (72 Schläge in der Minute) entspricht. Zum Beispiel ist die Interpretation aus dem Jahr 1992 von Lorin Maazel mit den Wiener Philharmonikern 14:42 Minuten lang. 
Als herausragende Interpretationen gelten die von Herbert von Karajan, Pierre Boulez, Seiji Ozawa, Daniel Barenboim, Charles Dutoit und Stanisław Skrowaczewski. Sie dauern 16 bis 17 1/2 Minuten. 
Sergiu Celibidache brachte es 1993 zusammen mit den Münchner Philharmonikern auf 18:11 Minuten. 
Barenboim wurde im Alter deutlich schneller: bei den Salzburger Festspielen 2022 dauert seine Interpretation mit dem West-Eastern Divan Orchestra 14:20 Minuten.
Neben der Spielgeschwindigkeit zählen auch weitere Kriterien, insbesondere das Herausarbeiten der Struktur des Bolero und das Halten der Spannung bis zum Schluss. Ravel hatte ein einheitliches Grundtempo im Sinn. Dem entgegen nehmen sich manche Interpreten die Freiheit heraus, den Kulminationspunkt durch einen Tempowechsel dramatisch zu unterstreichen (so zieht etwa Claudio Abbado zum Schluss das Tempo an, Lorin Maazel wird für einen dynamischen Schlusseffekt breiter).
An dem erotischen Element der Musik, der langsamen Steigerung der Intensität zu einem Höhepunkt, wurde die Fantasie von Dirigenten, Choreographen, Bearbeitern und Filmemachern immer wieder angefacht.
Einem Publikum außerhalb der Musiksäle wurde das Stück durch das britische Eistanzpaar Jayne Torvill und Christopher Dean nahegebracht. Ihre beeindruckende Kür zu den Klängen des (gekürzten) Boléro brachte ihnen bei den Olympischen Winterspielen 1984 in Sarajevo die Goldmedaille ein. In der künstlerischen Ausführung, der sog. B-Note, erreichten sie mit der Höchstnote (neunmal 6,0) ein einmaliges Ergebnis.
Zusätzliche Popularität, auch bei einem ansonsten nicht klassisch interessierten Publikum, gewann der Bolero durch den US-Spielfilm Zehn – Die Traumfrau (1979) mit Bo Derek, in dem das Stück eine Rolle in einer erotischen Szene spielt und dort auch namentlich erwähnt wird. Anne Fontaine erzählt in ihrem Spielfilm Bolero (2024) die Entstehungsgeschichte und Rezeption des Musikstücks. Ravel wird in diesem Film von Raphaël Personnaz dargestellt.
In Bruno Bozzettos Animationsfilm Allegro non troppo untermalt der Bolero in voller Länge eine Episode, die die Evolution karikiert. Der italienische Filmmusik-Komponist Ennio Morricone hat den Rhythmus des Bolero für das Titellied des Italowesterns Il Mercenario (Die gefürchteten Zwei) verwendet.
Der französische Spielfilm Die leisen und die großen Töne aus dem Jahr 2024 unter der Regie von Emmanuel Courcol und mit Benjamin Lavernhe in der Hauptrolle hat musikalisch Boléro zum Thema, über das Dirigieren dieses Stückes schaffen es die beiden lange verschollenen Brüder, die bei unterschiedlichen Adoptiveltern aufgewachsen sind, einander anzunähern.

## Interpreten
Benny Goodman spielte mit seinem Orchester 1939 eine swingende Version des Stückes ein.
Zu den Popmusikern, die sich von dem Stück inspirieren ließen, gehören Frank Zappa, The Rolling Stones, Jeff Beck, Emerson, Lake and Palmer, Jean Michel Jarre, Pink Martini, King Crimson, Rufus Wainwright, Tarja Turunen, Colosseum und Godspeed You! Black Emperor. Auch die Rockgruppe Deep Purple verwendete Teile des Boleros in einer unterschiedlichen Taktart in ihrem Stück Child in Time. 2002 erreichte SYMPHONIC mit einer Techno-Version Platz 30 der deutschen Charts. Die beninisch-französische Sängerin Angélique Kidjo spielte 2007 mit Lonlon (Ravel’s Bolero) eine Interpretation ein, in der die ursprüngliche Instrumentierung weitgehend durch A-cappella-Gesang ersetzt wurde. 2008 interpretierten die Musiker Moritz von Oswald und Carl Craig im Rahmen der ReComposed-Reihe Boléro und Mussorgskis Bilder einer Ausstellung neu.
Der Konzeptkünstler Johannes Kreidler hat in seinem Werk Minusbolero aus Ravels Boléro-Partitur alle melodischen Elemente entfernt, sodass nur noch die Begleitstimmen zu hören sind, die ebenfalls immer lauter werden.
Kōji Kondō, der als Komponist bei Nintendo tätig ist, plante ursprünglich, den Boléro als Titelmusik für das erste The Legend of Zelda zu verwenden, arbeitete es aber kurz vor Veröffentlichung des Spiels in eine eigene Komposition um, da Bedenken beim Urheberrecht vorlagen.

## Tonträger
(Eine Auswahl empfohlener Aufnahmen aus den mehr als 500 Einspielungen des Werkes)
- Maurice Ravel, Orchestre Lamoureux; 1930 (mono) – Polydor France/Deutsche Grammophon
- Herbert von Karajan, Berliner Philharmoniker; 1964; Dauer: 16:08 – Deutsche Grammophon[11]
- Pierre Monteux, London Symphony Orchestra; 1964; Dauer: 15:23 – Philips[12]
- Igor Markevitch, Radio Sinfonie Orchester Spanien (Orquesta Sinfónica de Radio Televisión Española); 1967; Dauer: 14:37 – Philips[13]
- Jean Martinon, Orchestre de Paris; 1974; Dauer: 14:56 – EMI[14]
- Seiji Ozawa, Boston Symphony Orchestra; 1974; Dauer: 15:03 – Deutsche Grammophon[15]
- Charles Dutoit, Orchestre symphonique de Montréal; 1981; Dauer: 15:02 – Decca[16]
- Neville Marriner, Staatskapelle Dresden; 1982; Dauer: 14:24 – Eterna/Philips[17]
- Claudio Abbado, London Symphony Orchestra; 1985; Dauer: 14:20 – Deutsche Grammophon[18]
- Jos van Immerseel, Anima Eterna; 2005; Dauer: 16:53 – Zig-Zag Territories[19]
- François-Xavier Roth, Les Siècles; 2023; Dauer: 15:16 – Harmonia Mundi[20]

„In einem Fall, dem des fast schon berüchtigten Boléro, hat Ravel als sein eigener Interpret etwas von der latenten Abgründigkeit seiner Musik zum Ausdruck gebracht, indem er deutlich unter seiner eigenen Tempovorschrift blieb und – in Verbindung mit der nötigen Tempokonstanz (über die viele Dirigenten hinweggehen) – den unausweichlich ins Chaos führenden Zwang dieser Musik zum Ausdruck brachte.“

## Film
- Leidenschaft Bolero, Maurice Ravel. Dokumentation, Frankreich, 2007, 59 Min., Buch: Christian Labrande, Michel Follin, Regie: Michel Follin, Produktion: arte, u. a. mit Arthur Rubinstein und dem Ravel-Biographen Jean Echenoz
- Boléro – Refrain der Welt Dokumentation, Frankreich, 2019, 53 Min., Regie: Anne-Solen Douguet und Damien Carbespines. Produktion: arte.
- Bolero, Spielfilm, 2024, von Anne Fontaine mit Raphaël Personnaz,[21] deutscher Kinostart: März 2025[22]